# Samoa, regina della giungla
Samoa, regina della giungla è un film del 1968 diretto da Guido Malatesta.

## Trama
A Hong Kong viene organizzata una spedizione per un'isola della Malesia alla ricerca di un giacimento di diamanti. 
La comitiva è composta da Clint, dal professor Dawson, dal dottor Schwarz, da Stark, Nancy, Moreau, Muller e Alain. Nell'isola, dopo che Muller, essendosi allontanato dall'accampamento, è ucciso da una tigre, la spedizione giunge alle cascate ove viene assalita dai tagliatori di teste. Clint e gli altri si stanno già preparando ad affrontare un altro attacco quando appare Samoa, una ragazza dai lunghi capelli neri e dalla bellezza folgorante, che li guida attraverso passaggi segreti, nel suo villaggio, dove in una grotta, la tribù custodisce i diamanti. 
Alain e i compagni li rubano e quindi, guidati da Samoa, che si è innamorata di Clint, fuggono, inseguiti dagli indigeni. Moreau, Stark e Schwarz tentano di impadronirsi dei diamanti, ma Clint dopo una furiosa lotta riesce a fermarli. Alain resta ucciso in un conflitto con i tagliatori di teste, Stark e Schwarz muoiono, Nancy e Dawson si allontanano, mentre Moreau insieme ai diamanti che aveva con sé, finisce inghiottito dalle sabbie mobili. Clint e Samoa, innamorati,  essendo riusciti a tenere per sé alcuni diamanti ritornano verso la civiltà.